# リービッヒ冷却器

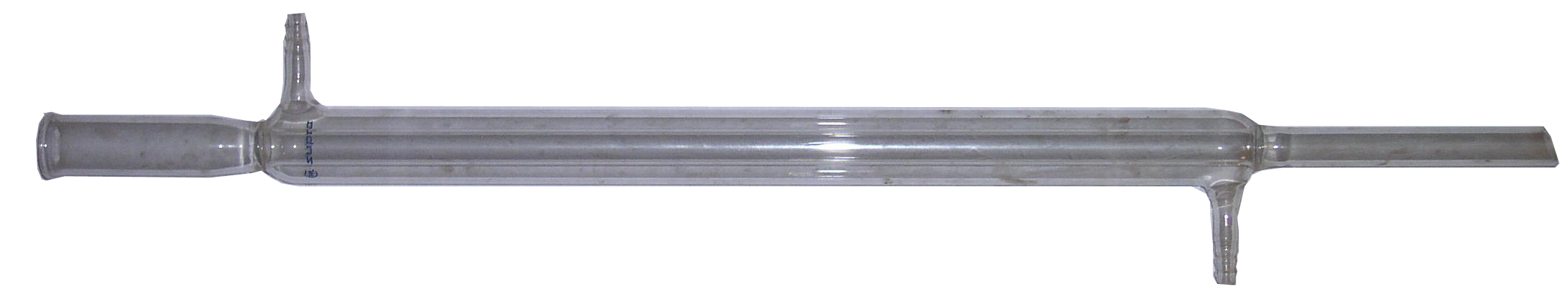
典型的なリービッヒ冷却器

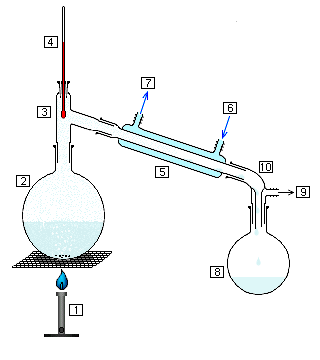
典型的な蒸留装置の模式図・[5]の部分がリービッヒ冷却器

リービッヒ冷却器（リービッヒれいきゃくき、独: Liebigkühler、英: Liebig condenser）は蒸留を行う際に用いる、筒が二重になった冷却器のことである。リービッヒコンデンサーとも。
内側の筒の一方はト字管、もう一方は「二又アダプター」等と接続し、外側の筒には水道水などの冷媒を流す。加熱によって気体になったものを冷やして凝縮させるための器具。
水道水を流す時には斜めになった筒の下側から上側に流すことに注意する。これは冷却する際に気泡が内管のガラス面に付着すると気泡が付着している部分だけ高温になり、気泡が移動した際、その部分が冷媒によって急激に冷やされることでガラス管が破損することがあるためである。他に、冷却器中に入った気体（または、冷媒が温められることで溶解度が小さくなり溶けていた気体が出てくる）を冷媒の流れに乗せ、速やかに冷却器内から追い出すためと向流冷却によって効率よく冷却を行うためでもある。
ドイツの化学者ユストゥス・フォン・リービッヒに因む。